# Комітет підтримки Литви

Комітет підтримки Литви  — громадське об'єднання в Україні створене за ініціативи Товариства української мови ім. Тараса Шевченка та Народного Руху України в березні 1990 року. Мав розгалужену структуру — обласні комітети в усіх областях України.

## Історія створення та активісти
11 березня 1990 Верховна Рада Литовської РСР ухвалила рішення про вихід республіки зі складу СРСР, натомість рішення Народного сейму щодо приєднання Литви до СРСР, прийняте в 1940, було визнано таким, що втратило чинність. Уряд СРСР відповів на дії Литви економічною блокадою, розпочатою у квітні 1990.
Відразу після проголошення незалежності Литви, Товариства української мови ім. Тараса Шевченка (асоційований член РУХу) — Народний Рух України (НРУ) створив Комітет підтримки Литви  — Громадське об'єднання в Україні.
Комітетом підтримки Литви організовувалась підтримка Литви: масові мітинги з елементами протистояння проти Внутрішніх Військ СРСР, які перешкодили перекинути Внутрішні Війська СРСР з України до Литви, для придушення незалежності Литви. Окрім того організовувалась передача гуманітарної допомоги литовцям, які потерпали від блокади організованої кремлівською владою.

Голова республіканського Комітету підтримки Литви — Віктор Кулинич.
Члени республіканського Комітету підтримки Литви: Віктор Бурлаков, Микола Поровський, Іван Заєць, Павло Мовчан, Богдан Тернопільський.
Голова Донецького обласного Комітету підтримки Литви — Ілля Шутов.
Заступники: Микола Тищенко, Микола Удод, Віктор Шевченко.
Активні члени Комітету: Володимир Білецький, Федір Олехнович, Світлана Оліфіренко,
Вадим Оліфіренко.
Голова Житомирського обласного Комітету підтримки Литви — Олександр Козицький (на той час депутат Житомирської Міської Ради).

Керівниками Закарпатського регіонального Комітету були: Михайло Джанда який ще на початку 1989 року друкував для Закарпаття газету в Литві; і Володимир Піпаш — організатор масових мітингів на Закарпатті на підтримку незалежності Литви, Дніпропетровського — В'ячеслав Коваль, Кам'янського — Юрій Ясенчук, Львівського — Павло Качур.
Члени Київського регіонального Комітету: Ярослав Федорин, Петро Лясківський, Анатолій Ковальчук. Відповідальним секретарем Київського регіонального Комітету — В'ячеслав Воронов
Члени Тернопільського обласного Комітету підтримки Литви: Василь Турецький; Богдан Бойко; Михайло Гументик; Мирослав Осадца забезпечили постачання бензину і дизельного пального в Литву, що безоплатно передавалося для функціонування швидких допомог та іншого транспорту.
Інфораційну пітримку забезпечували члени Комітету підтримки Литви: Дмитро Понамарчук, Сергій Набока, Андрій Дерепа.
В Литві координаторами комітету були: Пятрас Вайтєкунас (лит. Petras Vaitiekūnas) який займався друком газет і Людмила Вусек.
З Пятрасом Войтєкунасом підтримували зв'язок Микола Поровський, Михайло Джанда та інші. З Людмилою Вусек підтримував зв'язок Голова республіканського Комітету підтримки Литви — Віктор Кулинич, який їздив на засідання «Саюдіса».
Гуманітарну допомогу Саюдісу від Житомирщини передавав Олександр Козицький, який в підтримку незалежності Литви виступав в Литовському Парламенті й у Вільнюсі на мітингу, від Донеччини, за дорученням Комітету, допомогу передавав Федір Олехнович.

## Діяльність

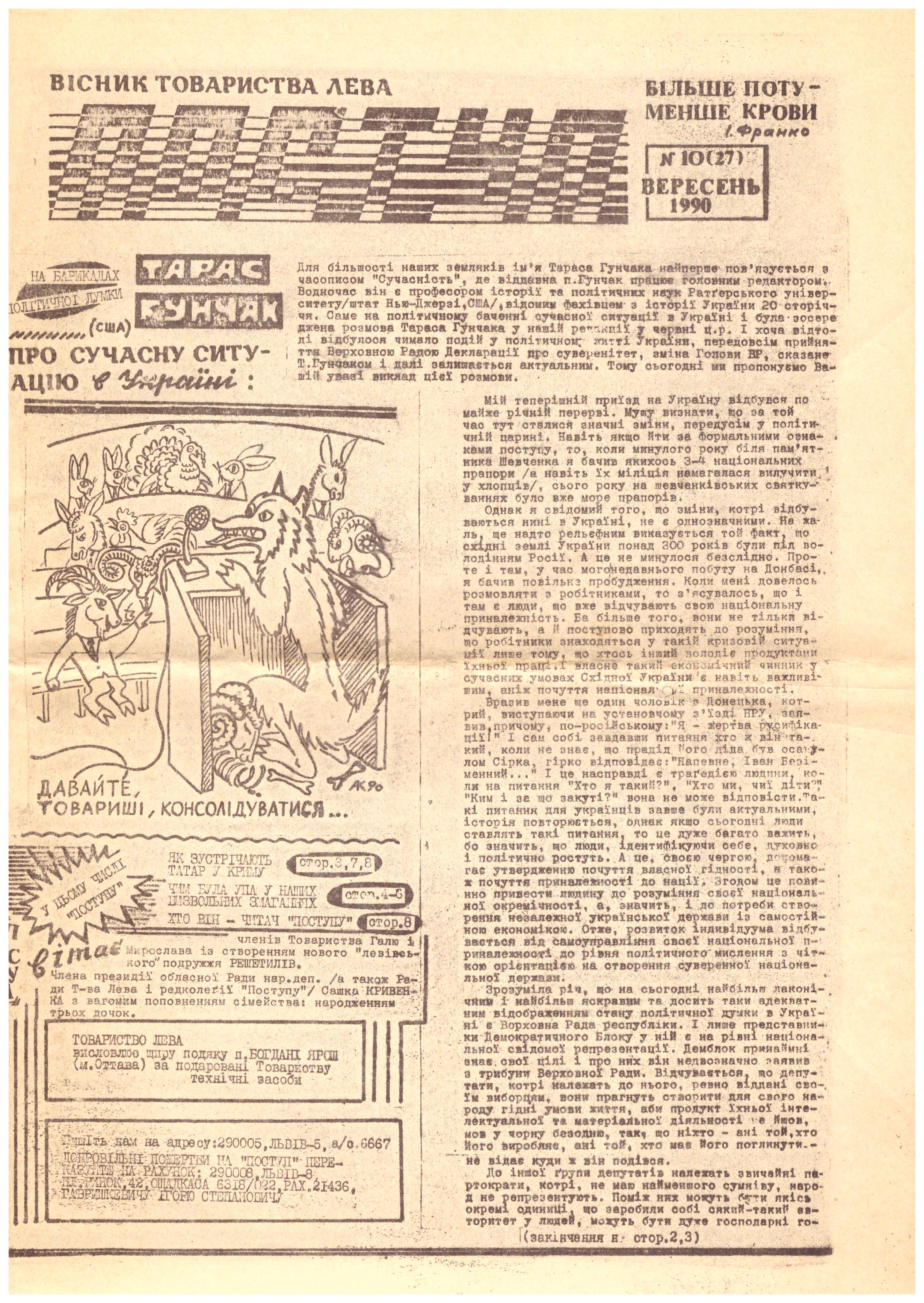

Під керівництвом члена Комітету підтримки Литви Миколи Поровського вдалося прорвати паливну блокаду і доставити в Литву 18 цистерн палива. Він виступив з вітальним словом в Литовському парламенті й подарував коровай. Цим подіям він присвятив книгу, яку при зустрічі подарував Президенту Литви.
Ілля Шутов і Микола Тищенко 31.03.1990 в Донецьку на площі В.Леніна організували несанкціонований мітинг допомоги Литовській Республіці, який був заборонений владою УРСР, тому переріс у масові заворушення і походи центральними вулицями Донецька. Мітинг проводили поперемінно то на центральній площі міста, то біля пам'ятника Тарасу Шевченку. Відбувалось це впродовж дня. З гаслами: «Волю Литві!», «За нашу і вашу свободу!» колоною переходили з місця на місце, зупиняючи транспорт.
По факту організації масових заворушень з прапорами Литви та України на організаторів — Ілля Шутов і Микола Тищенко міліцією були складені адмінпротоколи й вони були через суд притягнуті до адміністративної відповідальності.
Газети які друкувались Пятрасом Войтєкунасом в Литві з ініціативи членів «Комітету підтримки Литви»:
- «Віче»
- «Вільне Слово»
- «Донецький вісник»
- «Голос Карпат»
- «Поступ»
- «Голос відродження»
- «Студентський вісник»